# Nemocnice pro západní Galileu Naharija

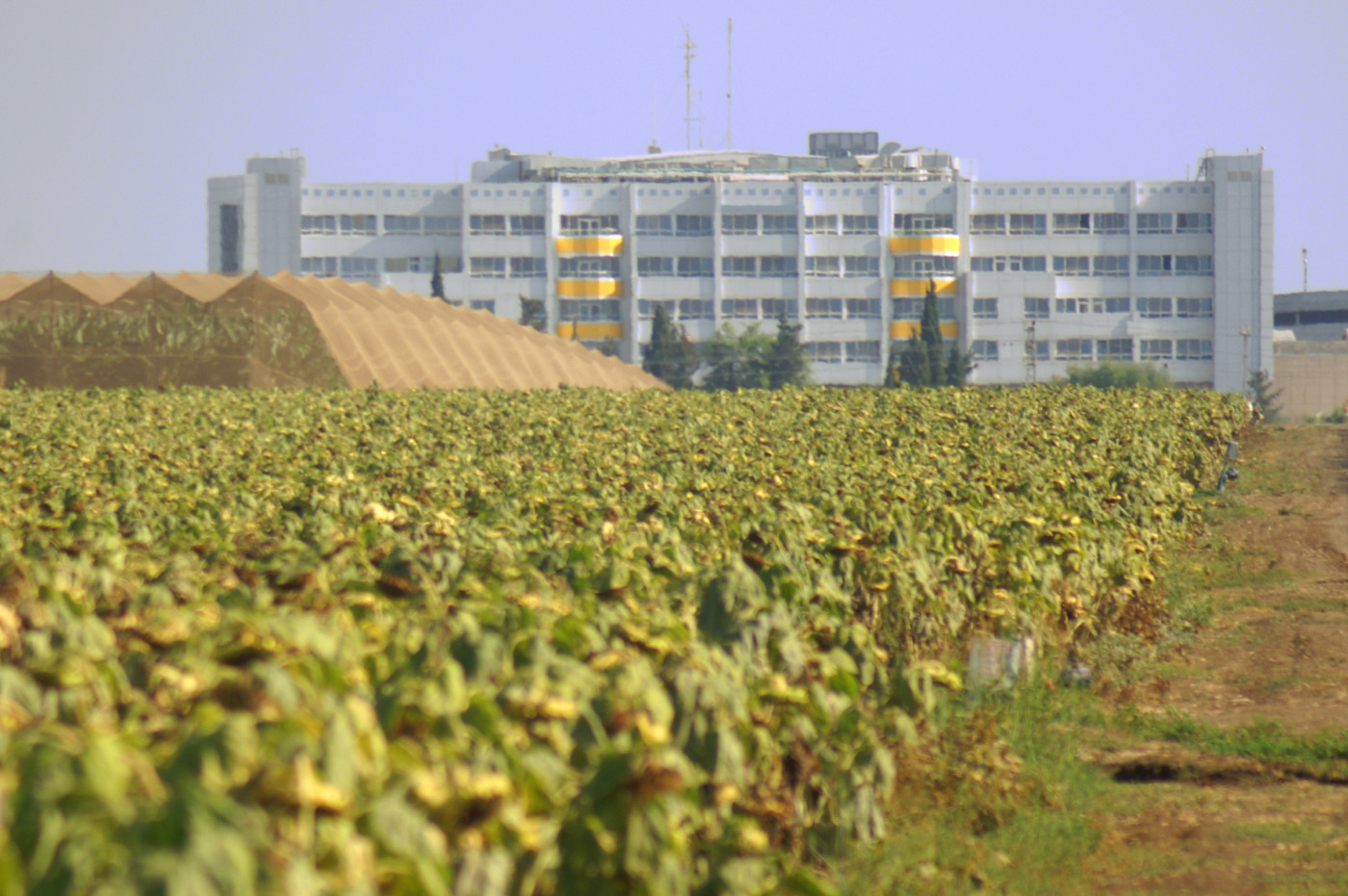
Budova nemocnice

Nemocnice pro západní Galileu Naharija (hebrejsky: בית החולים לגליל המערבי נהריה, Bejt cholim le-Galil ha-ma'aravi Naharija, anglicky: Western Galilee Hospital) je nemocnice ve východní části města Naharija v Izraeli.

## Geografie
Leží v nadmořské výšce cca 30 metrů na východním okraji Naharije, cca 2,5 kilometru od pobřeží Středozemního moře. Na jižní straně ji ohraničuje dálnice číslo 89. Tvoří enklávu ležící mimo souvislé zastavěné území města a je obklopena zemědělsky intenzivně využívanou krajinou.

## Popis
Vznikla v roce 1947 jako skromný areál porodnice umístěný v dřevěných objektech. Postupně vyrostla v jedno z páteřních zdravotnických zařízení v Izraeli. Zájmové území nemocnice slouží 450 000 obyvatelům přilehlého regionu. Jde o státní zdravotnický ústav. Ředitelem je Mas'ad Barhum (מסעד ברהום). Nemocnice má cca 2200 zaměstnanců a kapacitu 638 lůžek.